# Phuket Air
A Phuket Air é uma empresa aérea da Tailândia.